# كريستيان روث
كريستيان روث (بالنرويجية البوكمول: Kristian Ruth)‏ هو متسابق يخت نرويجي، ولد في 23 يوليو 1985 في أسكر في النرويج.

## وصلات خارجية
- كريستيان روث على موقع أوليمبيديا (الإنجليزية)